# André Donvil
André Donvil (Hasselt, 26 juni 1946 - aldaar, 17 juni 2021) was een Belgische ondernemer en ex-voorzitter van voetbalclub Sint-Truidense VV.

## Biografie
André Donvil was een Limburgse ondernemer die sinds de jaren negentig betrokken was bij STVV als sponsor en bestuurslid. Op 25 januari 2012 raakte bekend dat Donvil Benoît Morrenne opvolgde als voorzitter van Sint-Truiden. Morrenne ruimde het veld na een periode van slechte resultaten. Toen was reeds duidelijk dat Bart Lammens de nieuwe sterke man van STVV zou worden, maar in afwachting van zijn komst werd Donvil benoemd tot voorzitter. Tijdens zijn korte periode als clubvoorzitter hielp hij mee aan de omvorming van STVV van vzw tot nv. In april werd hij vervolgens opgevolgd door Bart Lammens.